# تونجاي غوني

جريدة صباح(ق) الصفحة الأولى بتاريخ 26 تشرين الثاني / نوفمبر 2008.

تونجاي غوني ( ولد في 25 أغسطس 1972 في كارجي  ]، واسمه الحركي "إيبك" (حرير)، هو مواطن تركي من أصل يهودي دونمي يدعي أنه تسلل إلى منظمة استخبارات الدرك التركي جيتيم ، وإرغينيكون ، وحزب العمال ، وحركة غولن قبل أن يتم كشفه.   وهو تابع لمحمد إيمور الذي تم تسريحه من جهاز المخابرات الوطنية (بالتركية: Millî İstihbarat Teşkilâtı)‏  إن المعلومات التي جمعها غوني عن هذه المنظمات تجعله شخصية رئيسية في التحقيق الجاري في قضية إرغينيكون. تشكل تصريحاته العمود الفقري للائحة الاتهام في قضية إرغينيكون التي تتألف من 2455 صفحة،   والتي تذكر اسمه 492 مرة وتصنفه كمشتبه به طليق (بالتركية: firari şüpheli)‏ .